# ملا دادخدا عیسی زهی
ملا دادخدا عیسی زهی، روستایی از توابع بخش مرکزی شهرستان هیرمند در استان سیستان و بلوچستان ایران است.

## جمعیت
این روستا در دهستان جهان‌آباد قرار دارد و براساس سرشماری مرکز آمار ایران در سال ۱۳۸۵، جمعیت آن ۵۹ نفر (۱۴خانوار) بوده‌است.